# Porta Ferrara
Porta Ferrara, insieme a Porta Asia, Porta Bologna e Porta Cento, è un edificio storico di difesa utilizzato come torre armata per vegliare l'accesso a Pieve di Cento. Le porte sono state erette in legno nel XIII secolo, per poi essere ricostruite in muratura nel corso degli anni. Il nome odierno della porta rappresenta la direzione stradale: verso la città di Ferrara. Si trova rivolta a Nord.

## Storia
A partire dal XIII secolo, Pieve di Cento era circondata da un fossato e da un terrapieno fortificato con palizzata. Quattro porte in legno, che fungevano anche da torri armate, segnavano l'ingresso al paese. Il fossato e il terrapieno vennero smantellati a fine XX secolo, mentre le porte sorvegliano ancora gli accessi al paese. A completare l'assetto difensivo, era presente anche la Rocca, un baluardo difensivo ancora oggi visitabile
La sua ricostruzione da una struttura lignea ad una struttura in muratura avvenne nel 1342. Grazie a una ristrutturazione, sono stati messi in luce i merli bentivoglieschi.
Nei locali della porta, e in quelli del contiguo ex macello, è ospitata la Scuola di Liuteria, che continua la storica tradizione della costruzione di strumenti a pizzico, la quale trova le sue origini tra fine Ottocento e inizio Novecento con le botteghe pievesi di Orsolo Gotti (1867-1922) e di Carlo Carletti (1873-1941). Nel 1907 arriva a Cento Luigi Mozzani, che si avvale della collaborazione dei due liutai pievesi. Dal laboratorio centese escono vari allievi, tra cui Mario Maccaferri. Dal 1982 sono iniziati i corsi di liuteria, in cui viene insegnata la costruzione degli strumenti ad arco, chitarra classica, chitarra acustica e chitarra classica.